# Clear Creek Township (comté de Jasper, Iowa)
Pour les articles homonymes, voir Clear Creek Township.
Clear Creek Township est un township, du comté de Jasper en Iowa, aux États-Unis,.
Le township est fondé en 1849.

## Source de la traduction
- (en) Cet article est partiellement ou en totalité issu de l’article de Wikipédia en anglais intitulé « Clear Creek Township, Jasper County, Iowa » (voir la liste des auteurs).